# 질케 렝크
질케 렝크(독일어: Silke Renk, 1967년 6월 30일 ~ )는 전 독일의 창던지기 선수이다.
작센주 케르푸르트 출신으로 동독을 대표하여 1988년 서울 올림픽에서 5위를 하고, 2년 후에 유럽 선수권 대회에서 4위를 하였다.
독일의 재통일 후, 1992년 바르셀로나 올림픽에서 68.34m를 던져 금메달 획득을 하면서 자신의 경력 하이라이트를 경험하였다.
이듬해 세계 육상 선수권 대회에서 6위를 하고, 1994년 무릎 부상을 당하여 유럽 선수권에서 물러나고 말았다. 1995년 세계 선수권 대회와 1996년 애틀랜타 올림픽에서 시작하는 데 불구하고, 다시는 다른 국제 대회 결승전에 도달하지 않았다.
1988년 6월 로스토크에서 구식 창던지기와 함께 개인 전력 71.00m를 세웠다. 페트라 펠케, 안톄 켐페에 이어 독일 창던지기 선수들의 등급에 3위로 들어오게 되었다.